# Amber Riley
Amber Patrice Riley (Los Angeles, 15 febbraio 1986) è un'attrice e cantante statunitense nota principalmente per il ruolo di Mercedes Jones nella serie televisiva Glee.

## Biografia
Nata a Los Angeles, è figlia di Tiny e Elwin Riley. Si è presentata, all'età di 17 anni, al provino di American Idol ma è stata rifiutata dai produttori. Si è diplomata alla La Mirada High School a La Mirada, California, nel 2004. Nel 2006 Riley fece il provino per la parte di Effie White in Dreamgirls ma fu rifiutata a causa della sua età, il ruolo venne poi affidato a Jennifer Hudson.
Dal 2009 al 2015 ha interpretato il ruolo di Mercedes Jones nella serie televisiva statunitense Glee. La sua partecipazione alla serie le ha fruttato una grande popolarità e alcuni riconoscimenti, tra cui la vittoria (insieme al resto del cast) di uno Screen Actors Guild Award, tre nomine ai NAACP Image Awards e una nomina ai Grammy Awards. Varie cover da lei eseguite nel corso della serie televisiva hanno inoltre ottenuto un ingresso nella Billboard Hot 100: in particolare la cover di Don't Stop Believin' ha raggiunto la quarta posizione nella suddetta classifica.
Ha vinto la 17ª edizione della serie americana Dancing with the Stars. Nel 2016 ha debuttato nel West End londinese nel musical Dreamgirls, in cui ha interpretato Effie White, il ruolo per cui fu scartata nel film. Per la sua interpretazione ha vinto il Laurence Olivier Award alla migliore attrice in un musical.
Il 2 ottobre 2020 è uscito il suo EP di debutto Riley. Sempre nel 2020 ha recitato nel film Infamous - Belli e dannati al fianco di Bella Thorne. Nel 2023 ha vinto l'ottava edizione della trasmissione statunitense The Masked Singer.

## Filmografia

### Cinema
- Glee: The 3D Concert Movie, regia di Kevin Tancharoen (2011)
- Inganni online (Nobody's Fool), regia di Tyler Perry (2018)
- Infamous - Belli e dannati (Infamous), regia di Joshua Caldwell (2020)

### Televisione
- Glee – serie TV, 93 episodi (2009-2015)
- The Wiz: Live!, regia di Kenny Leon e Matthew Diamond – film TV (2015)
- Crazy Ex-Girlfriend – serie TV, episodio 1x15 (2016)
- The Little Mermaid Live! – concerto live (2019)

### Doppiatrice
- I Simpson (The Simpsons) – serie animata, episodio 22x01 (2010)

### Teatro
- 2014: Hair – nel ruolo di Dionne (Hollywood Bowl)
- 2016–2017: Dreamgirls – nel ruolo di Effie White (Savoy Theatre)
- 2019: La piccola bottega degli orrori – nel ruolo di Audrey II (Pasadena Playhouse)

## Riconoscimenti
- Grammy Awards[10]
  - 2011- Candidatura alla migliore performance pop di un duo o gruppo con la voce per Don't Stop Believin' (Regionals version)
- Laurence Olivier Award
  - 2017- Miglior attrice protagonista in un musical per Dreamgirls
- NAACP Image Awards
  - 2011- Candidatura alla miglior attrice non protagonista in una serie commedia per Glee
  - 2012- Candidatura alla miglior attrice non protagonista in una serie commedia per Glee
  - 2013- Candidatura alla miglior attrice protagonista in una serie commedia per Glee
- Screen Actors Guild Awards
  - 2010- Miglior cast in una serie commedia per Glee
  - 2011- Candidatura al miglior cast in una serie commedia per Glee
  - 2012- Candidatura al miglior cast in una serie commedia per Glee
  - 2013- Candidatura al miglior cast in una serie commedia per Glee

## Discografia

### Album in studio
- 2017 – Songs from the Stage (con Beverley Knight e Cassidy Janson)

### Extended play
- 2020 – RILEY

### Singoli
- 2014 – Colorblind
- 2017 – One Night Only (con Beverley Knight e Cassidy Janson)
- 2017 – I'm Every Woman / Have Yourself a Merry Little Christmas (con Beverley Knight e Cassidy Janson)
- 2020 – Someone You Loved
- 2020 – A Moment
- 2020 – BGE
- 2020 – Creepin

## Doppiatrici italiane
Nelle versioni in italiano dei suoi film, Amber Riley è stata doppiata da:
- Alessia Amendola in Glee
- Eva Padoan in Inganni Online
- Roisin Nicosia in Infamous - Belli e dannati

Da doppiatrice è stata sostituita da:
- Alessia Amendola ne I Simpson